# Famille de Karl Marx
Pour un article plus général, voir Karl Marx.

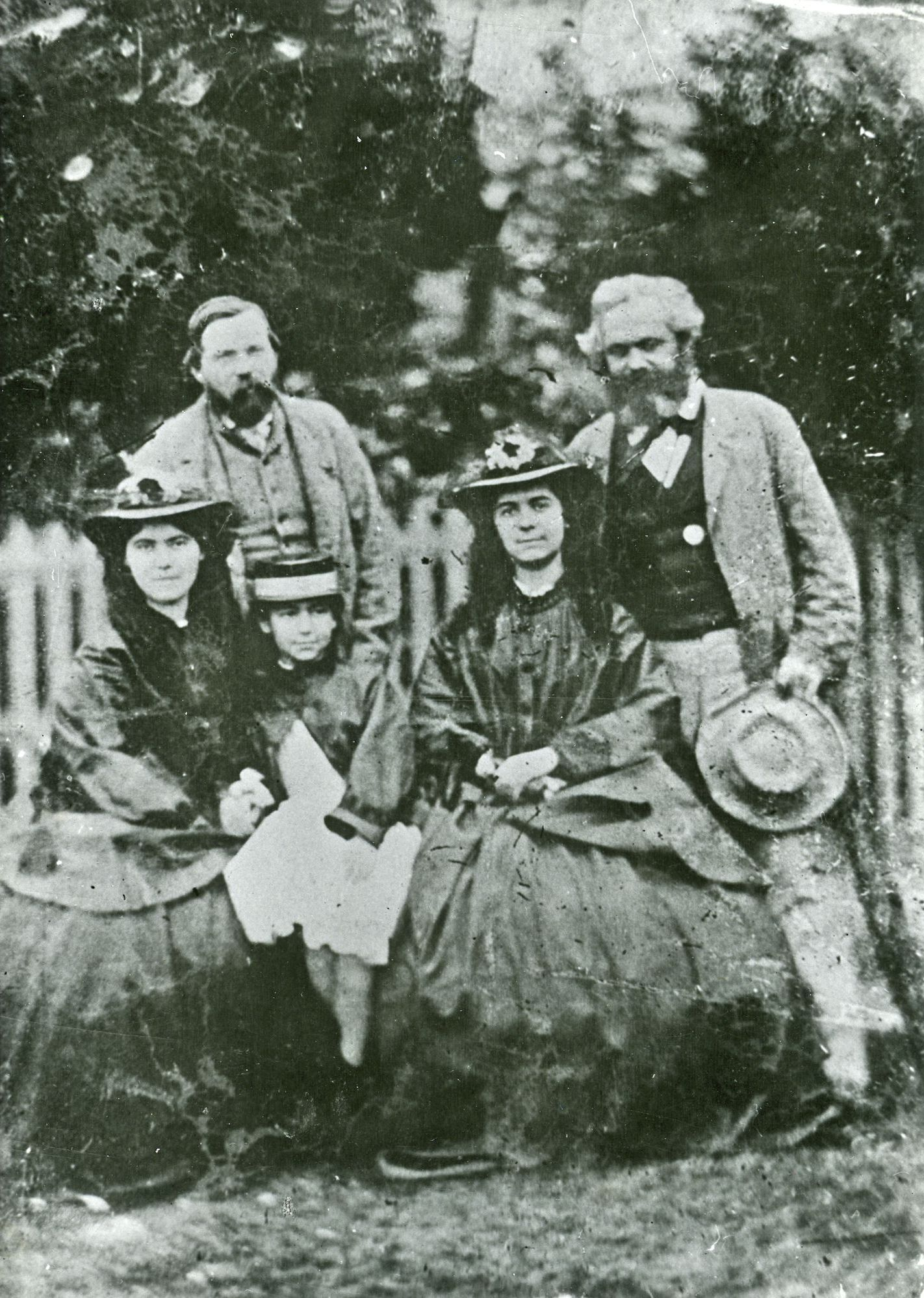
Karl Marx avec ses trois filles Jenny Caroline, Jenny Laura et Jenny Eleanor dans les années 1860, supposément en 1864.

La famille de Karl Marx traite ici de l'ascendance et de la descendance de Karl Marx (1818-1883), théoricien du communisme, ainsi que de sa fratrie.

## Origine des patronymesMarxetMordechai
Le patronyme de la famille de Karl Marx était jusqu'en 1808 celui de Mordechai mais il fut changé en application du décret de Bayonne par l'avocat Heinrich Marx (né Herschel Mordechai), père de Karl, et par ses frères, dont le rabbin Samuel Mordechai, en Marx.
Le patronyme Mordechai ou Mordecai est à l'origine un prénom hébreu et biblique qui fait référence à un personnage de l'Ancien Testament nommé Mardochée (cousin d'Esther) .
Le patronyme Marx, adopté en 1808 par la famille, est quant à lui principalement présent en Allemagne et dans les régions historiques de Lorraine et d' Alsace. C'est une variante du patronyme Marks lui-même issu du nom de baptême Marc.

## Parents

### Heinrich Marx
Heinrich Marx (1782-1838) est un avocat libéral et modéré ; d'origine juive (fils d'un rabbin, comme son épouse), il s'est converti au protestantisme en 1816 pour échapper aux persécutions antisémites qui ont marqué la réaction prussienne après la chute de Napoléon. « Karl Marx - 1 La Vie de Karl Marx - 1.1 La Formation de Karl Marx (1818-1835) », sur Larousse (consulté le 2 février 2025)

## Pour approfondir

#### Ascendants
- Heinrich Marx

#### Descendants
- Jenny Longuet
  - Jean Longuet
    - Robert-Jean Longuet
    - Karl-Jean Longuet

  - Edgar Longuet
- Laura Marx
- Eleanor Marx